# Makin’ Whoopee
«Makin’ Whoopee» — песня, которую американский композитор Уолтер Дональдсон и поэт-песенник Гас Кан написали для своего мюзикла Whoopee!. Премьера мюзикла состоялась на Бродвее в 1928 году, исполнял в нём эту песню Эдди Кантор.
Вскоре песню записал Пол Уайтмен с своим оркестром; вокал исполняли Бинг Кросби, Джек Фултон, Чарльз Гейлорд и Остин Янг. Версия Уайтмана хоть и отстала по популярности от оригинала Эдди Кантора, но не намного.
Кантор также спел эту песню в экранизации мюзикла Whoopee! (озаглавленной тоже Whoopy! и вышедшей на экраны в 1930 году) и в ещё одном фильме, «Шоу-бизнес» (1944).
Фрэнк Синатра представил свою версию в стиле свинг на альбоме Songs for Swingin’ Lovers!. Элла Фицджеральд и Луи Армстронг записали эту песню дуэтом для совместного альбома Ella and Louis Again (1957).